# Baird, Texas
Baird är en stad i den amerikanska delstaten Texas med en yta av 7 km² och en folkmängd som uppgår till 1 623 invånare (2000). Baird är administrativ huvudort i Callahan County.